# Jonathan Martins Pereira
Jonathan Martins Pereira (Bayonne, 30 gennaio 1986) è un ex calciatore francese di origini portoghesi, di ruolo difensore.

## Carriera
Ha esordito in Ligue 1 con il Guingamp nella stagione 2013-2014.

## Palmarès

### Club

#### Competizioni nazionali
- Coppa di Francia: 1

Guingamp: 2013-2014
- Campionato francese di seconda divisione: 1

Lorient: 2019-2020